# 16 and Pregnant
16 and Pregnant (no Brasil, Grávida aos 16) foi um reality-show da MTV produzido por J. Morgan Freeman, no qual o primeiro episódio foi ao ar em 11 de junho de 2009. Ela segue a história de meninas grávidas aos 16 anos, e em cada episódio, mostra-se a historia de uma garota diferente começando quando ela tem cerca de 4-6 meses de gravidez. O episódio termina geralmente quando o bebê tem de um a três meses de idade. A série é produzida em um formato de documentário, com uma animação de uma representação cartoon elaborado em papel do caderno dos destaques durante cada episódio anterior.
No Brasil foi exibida pela extinta MTV Brasil e pelo Canal Futura.

## Episódios
| Temporada | Temporada | Episódios | Exibição original       | Exibição original      |
| Temporada | Temporada | Episódios | Estreia                 | Final                  |
| --------- | --------- | --------- | ----------------------- | ---------------------- |
|           | 1         | 6         | 11 de junho de 2009     | 16 de julho de 2009    |
|           | 2         | 19        | 16 de fevereiro de 2010 | 21 de dezembro de 2010 |
|           | 3         | 10        | 19 de abril de 2011     | 21 de junho de 2011    |
|           | 4         | 12        | 27 de março de 2012     | 29 de maio de 2012     |
|           | 5         | 14        | 14 de abril de 2014     | 1 de julho de 2014     |
|           | 6         | 11        | 6 de outubro de 2020    | 13 de abril de 2021    |

## Spin-offs
| Título                       | Estreia               | Final                  | No. de temporadas |
| ---------------------------- | --------------------- | ---------------------- | ----------------- |
| Teen Mom                     | 8 de dezembro de 2009 | 7 de dezembro de 2021  | 9                 |
| Teen Mom 2                   | 11 de janeiro de 2011 | 24 de maio de 2022     | 11                |
| Teen Mom 3                   | 26 de agosto de 2013  | 18 de novembro de 2013 | 1                 |
| Teen Mom: Young and Pregnant | 12 de março de 2018   | 13 de setembro de 2022 | 3                 |
| Teen Mom: Young Moms Club    | 30 de agosto de 2018  | 20 de maio de 2019     | 1                 |
| Teen Mom: Family Reunion     | 11 de janeiro de 2022 |                        | 2                 |
| Teen Mom: Girls' Night In    | 11 de janeiro de 2022 |                        | 2                 |
| Teen Mom: The Next Chapter   | 6 de setembro de 2022 |                        | 1                 |

## Versões internacionais
| País   | Título            | Emissora | Estreia                | No. de temporadas | Ref   |
| ------ | ----------------- | -------- | ---------------------- | ----------------- | ----- |
| Itália | 16 anni e Incinta | MTV      | 23 de setembro de 2013 | 8                 | [ 1 ] |